# Тресвісо
Тресвісо (ісп. Tresviso) — муніципалітет в Іспанії, у складі автономної спільноти Кантабрія. Населення — 80 осіб (2009).
Муніципалітет розташований на відстані близько 330 км на північ від Мадрида, 75 км на захід від Сантандера.

## Демографія
Динаміка населення (INE ):

## Галерея зображень

Розташування муніципалітету